# Manola Brunet
Manola Brunet India, född 1955 i Cariñena, är en spansk geograf som specialiserar sig på klimatförändringar. Sedan april 2018 har hon varit ordförande för Meteorologiska världsorganisationens klimatologikommission som den första kvinnan som någonsin lett kommissionen.

## Biografi
Manola Brunet tog examen från Barcelonas universitet. Hon var professor vid universitetet i Barcelona. Hon är även professor i klimatologi vid Universidad Rovira i Virgili och chef för deras Centro de Cambio Climático.